# 21118 Hezimmermann
21118 Hezimmermann là một tiểu hành tinh vành đai chính với chu kỳ quỹ đạo là 1369.0811579 ngày (3.75 năm).
Nó được phát hiện ngày 24 tháng 9 năm 1992.